# Zoica bolubolu
Zoica bolubolu là một loài nhện trong họ Lycosidae.
Loài này thuộc chi Zoica. Zoica bolubolu được Pekka T. Lehtinen & Heikki Hippa miêu tả năm 1979.